# 土方鉄 (俳優)
土方 鉄（ひじかた てつ、旧芸名：茂山 哲、1983年4月20日 - ）は、日本の俳優。
鹿児島県出身。文化服装学院卒業。2015年より有限会社現代制作舎（現在名・合同会社現代）所属。

## 来歴・人物
2015年現代制作舎へ移籍を機に芸名を土方鉄へ変更

## 出演

### テレビ
- 2005年　テレビ朝日：いきいき!夢キラリ「ジョニ夫と哲の九州一周」
- 2005年　テレビ東京：「篝警部補の事件簿3」 松原信吾監督
- 2005年　TBS：「赤い運命」 最終話（青年期） 国本雅広監督
- 2008年　テレビ東京：「密命 寒月霞斬り」 上杉尚祺監督
- 2013年　TBS：「税務調査官・窓際太郎の事件簿 25」山﨑康生監督
- 2014年　テレビ朝日：「火災調査官・紅蓮次郎14」岡本弘監督
- 2015年　テレビ朝日：「相棒14」初回2時間SP　和泉聖治監督
- 2016年　テレビ東京：「警視庁強行犯係・樋口顕 烈火」 松原信吾監督
- 鑑識捜査官 亀田乃武夫の臨場ファイル1（2017年、TBS）
- 月曜プレミア8　「機捜235」（2020年） - 安斎隆次

### 映画
- 2010年 「半次郎」薩摩藩士役　五十嵐匠監督
- 2010年 「おのぼり物語」漫画家アシスタント役　毛利安孝監督
- 2014年 「ちばものがたり」落花生農家役　澤口明宏監督
- 2016年 「シン・ゴジラ」　本部第2科長役　庵野秀明監督
- 2016年 「DARC」暴力団組員役　ニック・パウエル監督
- 2017年 「関ヶ原」徳川武将役 薩摩弁方言指導　原田眞人監督
- 2024年 「ウルトラマンブレーザー THE MOVIE 大怪獣首都激突」ゴウダ役 田口清隆監督

### CM
- 2015年「楽天モバイル」あるある編/記者会見編

### 舞台
- 2008年 「ジンギスカン」総合演出：市川猿之助（ルテアトル銀座）
- 2009年 「歸法来」演出：岡部耕大（紀伊国屋ホール）
- 2010年 「高円寺レスラー」主演　演出：ヤマモトスグル（座・高円寺）
- 2011年 「悪バカ」演出：久永輝明（シアターグリーン）
- 2012年 「知覧道」特攻隊役（サンエールかごしま）
- 2013年 「LIFEOFF」演出：萩森淳（GEKIBA）
- 2014年 「ハチャメチャストーリー」演出：金沢知樹（中野ポケット）
- 2015年 「龍馬がいっぱい」演出：田中大祐（沼津文化センター）
- 2016年 「キルデンダイクの四兄弟」演出：勝矢（俳優座劇場）
- 2016年 「痿痺（しびり）」太郎冠者　演出：善竹十郎（セルリアン渋谷能楽堂）その他多数